# Henry Peacham
Henry Peacham (1570, más források szerint 1576 k., North Nimms, Herefordshire – 1643 k.) angol író, heraldikus.
Az apja lelkész volt, egy ideig a Lincolnshire-i Leverton rektora. Peacham iskoláit a szülőhelyéhez közeli St. Albansben, majd Londonban kezdte. Már fiatalon is szeretett rajzolni. Tizenhét évesen lett a Cambridge-i Trinity College hallgatója. 1595-ben baccalaureusi, majd 1598-ban mesteri fokozatot szerzett. Kedvenc tantárgyai között a történelem és a kozmográfia szerepelt. Sok időt töltött a térképek, emblémák és anagrammák tanulmányozásával.
A századforduló táján a norfolki Wymondham „szabad iskolájának” iskolamestere lett. 1612-ben a londoni St. Martin parókián élt, ahol fiatal urakat készített fel az egyetemre és megkísérelte magát beajánltatni az udvarhoz. 1606-ban bemutatták a fiatal Henrik walesi hercegnek, a művészetek nagy pártfogójának, kihez a Basilicon Doron című emblematikus művét írta, majd amikor a herceg 1613-ban meghalt, a The Period of Mourning című elégiával búcsúztatta.
Ezt követően 1614-ig Európában utazott, mint Arundel grófja, Hannabal Baskerville és mások fiainak a tutora. Felkereste Hollandia, Franciaország és Itália főbb városait. Németalföldön sok barátra tett szert, amiről a műveiben is megemlékezik.

## Művei
1600-ban jelent meg Graphice című műve a rajzolásról és a vízfestmények készítéséről, melyet 1612-ben és 1634-ben is kiadtak The Gentleman's Exercise címen. Ezt belefoglalták 1661-es, Compleat Gentleman című művébe is. Ennek harmadik könyve tartalmazta az A Dialogue on the Blazonry of Arms című dialógust a címerekről egy Cosmopolites nevű felvilágosult kereskedő, valamint az Eudaemon nevű tudós között, akit maga Peacham személyesített meg.
1622-ben adta ki The Compleat Gentleman című művét, mely egyfajta útmutatóként szolgált az úri "művészetek" és ismeretek elsajátításához. A népszerű művet 1626-ban és 1627-ben is újranyomták, majd 1634-ben kétszer is kiadták, mely tartalmazta a címertant is. Ennek bővített változata, valószínűleg Thomas Blount által, 1661-ben jelent meg, tizenhét évvel Peacham halála után.
Peacham Compleat Gentlaman című műve kora gavallérainak modorát, oktatását, gondolkodásmódját örökíti meg a polgárháború előtt. A műnek csak két fejezete foglalkozik a heraldikával, de ezek a leghosszabbak. (A további fejezetek a kozmográfiát, geometriát, költészetet, zenét, régiségeket, festészetet, a festők életét, a vésnöki mesterséget és a hadművészetet érintik.) A 14. fejezet címe Of Sundry Blazonnes both Ancient and Modern, 15-é Of Armory or Blazing Armes. A címerek gyakorlati kérdéseit és a címerleírást érintik. A címertant Peacham a természetfilozófia legkifinomultabb területének vélte és semmit sem tartott inkább megvetendőnek, mint ezen tudomány mellőzését, amelyet a gentleman együgyűsége és degeneráltsága jelének tartott, hiszen ez a tudomány megörökíti az ősöket, a családok felemelkedését és a nemesség fennállását jelképezi.
A heraldika Peacham idején szerves részét képezte a gentleman Humphrey Gilbert gyakorlati oktatásának. Címertani ismeretek nélkül a gentlaman Peacham szerint képtelen a társasági beszélgetésre és udvariasságra. A címerekkel való visszaélést és helytelen használatot (például a feltörekvő polgárság által) egy degenerált kor legelfogadhatatlanabb visszaélései közé sorolta. Ezen címerhasználati zűrzavarban a demokratikus szabadságjogok ellenségességét látta mindazzal szemben, amit az ország dicsőségével, azaz a nemesség szép és kedvező intézményével azonosított.